# 李建偉 (中國酒店企業家)
李建偉（1964年—），出生於江蘇省南京市。現任金陵飯店股份有限公司董事長、總經理。

## 生平
畢業於南京理工大学工商管理碩士、德国巴伐利亚旅游专科学院，以及美国伊利诺大学。
她在畢業後，第一份則是金陵飯店工作，包括西餐部经理、总经理助理、副总经理等所有職務，當時是在2000年代，之後委任南京金陵饭店集团有限公司董事、副总经理，到了2002年，委任金陵飯店股份有限公司董事長、總經理至今。也是擅於溝通技巧的人。

## 相關連結
- 大饭店的美女掌柜：李建伟 第一财经日报 （页面存档备份，存于）